# Симони, Луиджи
Луиджи (Джиджи) Симони (итал. Luigi (Gigi) Simone; 22 января 1939, Кревалькоре, Эмилия-Романья — 22 мая 2020, Пиза, Тоскана) — итальянский футболист, игравший на позиции полузащитника, и тренер. Выступал за различные итальянские клубы, в том числе «Торино» и «Ювентус». Тренировал клубы «Дженоа», «Брешиа», «Пиза», «Лацио», «Эмполи», «Козенца», «Каррарезе», «Кремонезе», софийский ЦСКА. Сезон 1996/97 провёл в «Наполи», 1998/99 в «Интернационале». Как тренер — обладатель Кубка УЕФА 1997/98.
В 2003 году, по случаю столетия «Кремонезе», он был назван «тренером века» серо-красных. В 2013 году «Дженоа» ввела Симони в свой «Зал славы».

## Карьера

### Игровая
Он играл за футбольный клуб «Мантова», тренером которого был Эдмондо Фаббри. В те годы «Мантова» провела 7 сезонов в Серии A; а в 1961 году он перешёл в «Наполи», в Серию B, получив продвижение и победу в Кубке Италии. Вернувшись в «Мантову», он дебютировал в высшем дивизионе 7 октября 1962 года в игре против «Виченцы».
В 1967 году переходит в «Ювентус». У чёрно-белых он не находит места, сыграв в 11 играх лиги. В конце сезона переходит в Серию B, в «Брешия», с которой получает продвижение в Серию А. Завершает карьеру в 1974 году, в 35 лет, после трёх лет в «Дженоа».
Всего он провёл 368 матчей как профессионал, из которых 187 в Серии А. Он был трижды вызван в составе национальной сборной.

## Достижения
Как игрок
- Обладатель Кубка Италии: 1961/62
- Победитель Серии B: 1972/73

Как тренер
- Победитель Серии B (2): 1975/76, 1984/85
- Обладатель Англо-итальянского кубка: 1992/93
- Обладатель Кубка УЕФА: 1997/98
- Обладатель премии «Золотая скамья»: 1997/98